# Pseudomiza argentilinea
Pseudomiza argentilinea är en fjärilsart som beskrevs av Moore 1867. Pseudomiza argentilinea ingår i släktet Pseudomiza och familjen mätare. Inga underarter finns listade.